# 하이원리조트
하이원리조트(High1 Resort)는 대한민국 강원특별자치도 정선군 고한읍과 사북읍사이에 위치한 스키장, 워터월드, 카지노 등 다양한 시설을 보유하고 있는 리조트이다. 소유주는 강원랜드로, 낙후된 폐광 지역인 고한, 사북 지역의 활성화를 목적으로 개발되었다. 2006년 12월 개장했다. 일반적으로 규모면에서 모나 용평, 무주리조트와 더불어 국내 3대 스키장으로 꼽힌다.
정상부는 하이원탑(舊 마운틴탑)과 밸리탑 그리고 마운틴허브 세 곳으로 나뉘어 있다. 하이원탑과 마운틴허브에는 곤돌라가 운행되며 편의 시설이 자리하고 있다. 밸리탑은 높이 해발 1,376 미터로 스키장의 가장 높은 지점이다. 밸리탑이 위치한 곳은 백운산 정상인 해발 1,426 미터 마천봉의 북쪽 바로 아래 지역이다.
하이하우라는 이름의 흰 하운드개를 형상화한 마스코트가 있다.
태백선 고한역 또는 사북역을 이용하여 방문할 수 있다.

## 주요 시설
- 스키장
- 호텔: 하이원호텔, 강원랜드 호텔
- 콘도: 밸리콘도, 마운틴 콘도,힐콘도,마운틴 플러스 콘도
- 하이원 C.C (골프장)
- 강원랜드 카지노
- 하이원워터월드 (2018년 개장)
- ATM(신한,신협)

스키장, 골프장, 카지노 시설을 갖춘 대규모 종합 위락시설이다.
해발 800미터에 마운틴 콘도가 있으며,
5킬로 한국 최장슬로프등 18면의 다양한 슬로프가 있다.
1,340미터 지장산 정상에 리볼빙 레스토랑은 한국 최정상 리볼빙 레스토랑이다. 강원랜드호텔, 하이원호텔, 밸리콘도등 1,600실규모 대규모 카지노,스키,한국 최대급 골프 종합 휴양 리조트이다.
지장산 리볼빙 레스토랑에서 하이원 호텔까지 10킬로 곤돌라로 연결된다

## 같이 보기
- 강원랜드